# Coddingtonia
Coddingtonia là một chi nhện trong họ Theridiosomatidae.

## Các loài
- Coddingtonia anaktakun Labarque & Griswold, 2014 - Malaysia
- Coddingtonia discobulbus (Wunderlich, 2011) - Laos
- Coddingtonia euryopoides Miller, Griswold & Yin, 2009 - China